# 왕자영요
《왕자영요》(중국어 간체자: 王者荣耀, 정체자: 王者榮耀, 병음: Wángzhě Róngyào)는 티미 스튜디오에서 개발하고 텐센트에서 iOS와 안드로이드로 발행한 멀티플레이어 온라인 배틀 아레나 게임이다.
2015년에 출시된 이 게임은 중국에서 가장 관련성이 높은 MOBA 게임 중 하나가 되었다. 펜타스톰이라는 제목의 국제판이 2016년 10월에 출시되었다. 2017년까지 왕자영요는 일일 플레이어가 8천만 명이 넘고 월간 플레이어가 2억 명이 넘었으며, 전 세계에서 가장 인기 있고 가장 높은 수익을 올린 게임 중 하나이자 전 세계적으로 가장 많이 다운로드된 앱 중 하나였다. 2020년 11월에는 이 게임의 일일 플레이어는 1억 명이 넘는다.